# Xiaomi Mi 9T Pro
Xiaomi Mi 9T Pro y Xiaomi Mi 9T (Redmi K20 Pro y Redmi K20 en China) son teléfonos inteligentes desarrollados por la marca Redmi, filial de Xiaomi. Posteriormente se reveló que existirá una variante Premium para el Pro, un nuevo modelo con 512 GB / 12 GB de RAM, procesador Snapdragon 855+, un sistema de enfriamiento mejorado y un acabado más fino.